# Exorista tessellans
Exorista tessellans är en tvåvingeart som beskrevs av Louis-Paul Mesnil 1939. Exorista tessellans ingår i släktet Exorista och familjen parasitflugor. Inga underarter finns listade i Catalogue of Life.